# Тёрнер, Сильвестр
Сильвестр Тёрнер (англ. Sylvester Turner; 27 сентября 1954, Хьюстон, Техас — 5 марта 2025, Вашингтон) — американский политик и адвокат, член Палаты представителей Техаса (1989—2016), мэр Хьюстона (2016—2024). Член Демократической партии.

## Биография
Тёрнер родился 27 сентября 1954 года в районе Эйкерс Хомс города Хьюстона (штат Техас, США). Его мать работала горничной в отеле Райс, а отец — частным художником. В семье Тёрнеров помимо Сильвестра было ещё 8 детей. В 1973 году окончил среднюю школу Клей. В 1977 году Тёрнер получил степень бакалавра по политологии в Хьюстонском университете, а в 1980 году получил степень доктора наук после обучения в Гарвардской школе права.
После завершения учёбы в Гарвардской школе права Тёрнер начал работать в юридической фирме Fulbright & Jaworski. Спустя три года, в 1983 году создал свою юридическую фирму Barnes & Turner, занимающуюся вопросами корпоративного и коммерческого права, в которой продолжает работать в настоящее время. Также Тёрнер владеет консультационной фирмой American Title.
Тёрнер некоторое время преподавал семинары в школе права имени Тергуда Маршалла (является частью Южного университета Техаса), Южно-техасском колледже права и Юридическом центре Хьюстонского университета.

## Политическая деятельность
В 1984 году Тернер неудачно баллотировался на должность комиссара округа Харрис. В 1988 году в результате выборов он стал членом Палаты представителей Техаса от 139 округа (север Хьюстона), где в основном живут этнические меньшинства. Тёрнер впоследствии 13 раз (с 1990 по 2014 годы) переизбирался членом Палаты. За это время он дважды неудачно участвовал в выборах мэра Хьюстона — в 1991 и 2003 годах, но с третьей попытки победил, получив 50,96 % голосов на выборах в 2015 году во втором туре.

### Член Палаты представителей Техаса
В Палате представителей Тёрнер являлся вице-председателем комитета по бюджетным ассигнованиям, членом законодательного совета по бюджету, председателем подкомитета по государственному управлению, судебной власти, общественной безопасности и уголовному правосудию. Он также являлся представителем группы чернокожих в Палате и представителем законодательной делегации Большого Хьюстона. 1 января 2016 года Тёрнер сложил полномочия члена Палаты представителей в связи с избранием на пост мэра Хьюстона в декабре 2015 года. 

### Мэр Хьюстона
Тёрнер вступил в должность мэра Хьюстона 2 января 2016 года.
1 января 2024 года оставил пост мэра в связи со вступлением в должность нового избранного мэра — Джона Уитмайра.

## Личная жизнь
С 1983 по 1991 год был женат на Черил Тёрнер, причиной развода, по некоторым данным, были гомосексуальные связи Сильвестра, но в 2015 году Черил опровергла эту информацию. Черил Тёрнер — бывший прокурор округа Харрис, в 2006 году была приговорена к 10 годам лишения свободы за хищение $143 тысяч из целевого фонда частной организации Houston family. В браке родилась дочь Эшли Пейдж Тёрнер. Эшли закончила Техасский университет в Сан-Антонио и аспирантуру Техасского женского университета, и сейчас управляет некоммерческой медицинской клиникой.
Тёрнер являлся членом баптистской церкви Brookhollow. Предпочитал проводить отпуск в южноафриканском регионе.
Скончался 5 марта 2025 года в возрасте 70 лет.